# Cardito
Cardito község (comune) Olaszország Campania régiójában, Nápoly megyében.

## Fekvése
Nápolytól 14 km-re északkeletre fekszik. Határai: Afragola, Caivano, Casoria, Crispano és Frattamaggiore.

## Története
A település neve valószínűleg a latin carduetumból származik, aminek jelentése articsóka. A régészeti leletek szerint Cardito területe az i. e. 4-3 századoktól kezdődően állandóan lakott vidék. A tulajdonképpeni település magja a 13. században alakult ki. Első írásos említése 1202-ből származik. Az 1656-os pestisjárvány megtizedelte lakosságát. A következő századokban nemesi birtok volt. Önálló községgé a 19. század elején vált, amikor a Nápolyi Királyságban felszámolták a feudalizmust.

## Népessége
A népesség számának alakulása:

## Főbb látnivalói
Legfontosabb látnivalói a középkori vár, a 14. századi San Biagio-templom valamint a 19. századi Villa Caracciolo di Caraffa.